# Zoopage atractospora
Zoopage atractospora är en svampart som beskrevs av Drechsler 1936. Zoopage atractospora ingår i släktet Zoopage och familjen Zoopagaceae.   Inga underarter finns listade i Catalogue of Life.